# Červená Hora
Červená Hora (niem. Rothenburg) – czeska wieś przy szosie głównej z miasta Česká Skalice do Červenego Kostelca. Położona jest na wzniesieniu o wysokości 377 m n.p.m., w pobliżu rzeki Úpa.

## Historia
Pierwsza wzmianka o wsi pochodzi z 1291 r. Miejscowość była związana z zamkiem o tym imieniu. W 1421 r. okoliczne wsie spalili husyci, ale nie zdobyli zamku. Około 8 czerwca 1427 r. zamek się poddał i wkrótce został zburzony. W 1601 r. ruiny zamku i pusta wieś Předboř zostały przyłączone do dóbr nachodzkich.

## Zabytki
- Kaplica Marii Panny z dzwonnicą z wieku XVIII